# تياغو سانتوس سانتانا
تياغو سانتوس سانتانا (بالبرتغالية: Thiago Santos Santana) (4 فبراير 1993 في البرازيل - ) هو لاعب كرة قدم برازيلي في مركز الهجوم. لعب مع نادي إنترناسيونال ونادي فيغورينسي ونادي أتلتيكو هيرمان أيشينجار ونادي كاشياس دو سول ونادي ساو كارلوس.

## وصلات خارجية
- تياغو سانتوس سانتانا على موقع رابطة كرة القدم اليابانية للمحترفين (اليابانية)
- تياغو سانتوس سانتانا على موقع قاعدة بيانات كرة القدم.إي يو (الإنجليزية)
- تياغو سانتوس سانتانا على موقع Soccerway.com (الإنجليزية)
- تياغو سانتوس سانتانا على موقع عالم كرة القدم.نت (الإنجليزية)
- تياغو سانتوس سانتانا على موقع AS.com (الإسبانية)